# 34J busz (Debrecen)
A debreceni 34J jelzésű autóbusz a 34-es busz betétjárata volt. A 34-eshez hasonlóan Felsőjózsáig közlekedett, azonban a Dobozi lakótelep helyett (azóta már egy józsai busz sem indul onnan) a Segner térről indult. A járatot 2010. július 12-én megszüntették

## Járművek
A viszonylaton Alfa Cívis 18 típusú csuklós autóbuszok közlekednek.

## Útvonala
| Segner tér – Felsőjózsa: | Felsőjózsa - Segner tér: |
| --- | --- |
| - Segner tér - Pesti utca - Böszörményi út - 35-ös út - Szentgyörgyfalvi út - Deák Ferenc utca - Felsőjózsai utca - Elek utca - Felsőjózsa | - Felsőjózsa - Rózsavölgy utca - Felsőjózsai utca - Alkotás utca - Szentgyörgyfalvi út - 35-ös út - Böszörményi út - Pesti utca - Segner tér |

## Megállóhelyei
| sz. | megállóhely neve             | sz. | átszállási kapcsolatok                                        |
| --- | ---------------------------- | --- | ------------------------------------------------------------- |
| 0   | Segner tér                   | 20  | 13, 17, 17A, 17Y, 20, 33, 35J, 35S, 36J, 351 2, 2A, 3, 3A, 3E |
| 1   | Pesti utca                   | 19  | 12, 24, 33, 34, 35, 35Y, 351, 36, 36A, 36J, 42                |
| 2   | Alföldi Nyomda               | ∫   | 33, 34, 35, 35Y, 351, 36, 36A, 36J                            |
| 3   | Tűzoltóság                   | 18  | 33, 34, 35, 35Y, 351, 36, 36A, 36J                            |
| 4   | Füredi út                    | 17  | 33, 34, 35, 35Y, 351, 36, 36A, 36J                            |
| 5   | Kertváros                    | 16  | 34, 35, 35Y, 351, 36, 36A, 36J                                |
| 6   | Agrártudományi Centrum       | 15  | 14, 34, 35, 35Y, 351, 36, 36A, 36J                            |
| 7   | Békessy Béla utca            | 14  | 14, 34, 35, 35Y, 351, 36, 36A, 36J                            |
| 8   | Árpád Vezér Általános Iskola | 13  | 14, 34, 35, 35Y, 351, 36, 36A, 36J                            |
| 9   | Branyiszkó utca              | 12  | 34, 35, 35Y, 351, 36, 36J                                     |
| 10  | Lóverseny utca               | ∫   | 34, 35, 35Y, 351, 36, 36J                                     |
| ∫   | Úrrétje utca                 | 11  | 34, 35, 35Y, 351, 36, 36J                                     |
| 11  | Hangyás utca                 | 10  | 34, 35, 35Y, 351, 36, 36J                                     |
| 12  | Agrárgazdaság                | 9   | 34, 35, 35Y, 351, 36, 36J                                     |
| 13  | Harstein kertek              | 8   | 34, 35, 35Y, 351, 36, 36J                                     |
| 14  | 35-ös út                     | 7   | 34, 35, 35Y, 351, 36, 36J                                     |
| 15  | Rózsás Csárda                | 6   | 34, 35, 35Y, 351, 36, 36J                                     |
| 16  | Deák Ferenc utca             | ∫   |                                                               |
| ∫   | Szivárvány utca              | 5   |                                                               |
| 17  | Felsőjózsai utca             | 4   | 34, 35, 35Y, 351                                              |
| 18  | Elek utca                    | ∫   |                                                               |
| ∫   | Rózsavölgy utca              | 3   |                                                               |
| 19  | Bondorhát utca               | 2   |                                                               |
| 20  | Elek utca 147.               | ∫   |                                                               |
| ∫   | Rózsavölgyi utca 133.        | 1   |                                                               |
| 21  | Felsőjózsa                   | 0   |                                                               |

## Külső hivatkozások
- Debreceni trolik, villamosok és autóbuszok honlapja (DKV-fan)